# Karl-Jesko von Puttkamer
Karl-Jesko Otto Robert von Puttkamer (Frankfurt (Oder), 24 maart 1900 - München, 4 maart 1981) was een Duitse admiraal en marine-adjudant van Adolf Hitler tijdens de Tweede Wereldoorlog.

## Biografie

### Eerste Wereldoorlog
Puttkamer is geboren in Frankfurt (Oder) en lid van de adellijke Puttkamer-familie en was verwant met de vrouw van Otto von Bismarck. In 1917 ging hij bij de marine als een officierskadet en diende op een zware kruiser tijdens de Eerste Wereldoorlog.
In december diende hij op het slagschip SMS Kaiserin. In de laatste maanden van de oorlog studeerde hij af van de Marineschule Mürwik (marineschool in Mürwik)

### Interbellum
Na de oorlog ging hij bij de Freikorps tot in september van 1920, waarna hij terug naar de marineschool ging. In 1923 werd hij officier.
In september 1926 werd hij onder Karl Dönitz commandant van de torpedoboot Albatros. Hij behield deze post tot oktober 1930, waarna hij gepromoveerd werd tot Korvettenkapitän van de torpedoboot Adler. In 1933 studeerde hij af als verbindingsofficier. Kort hierna diende hij als een marine-adjudant van de generale staf en dit tot juni 1935. In juli transfereerde hij naar de staf van de opperbevelhebber van de marine. Puttkamer diende als Hitlers marine-adjudant tot juni 1938 waarna hij terug ging naar actieve dienst.
Vlak voor de tweede wereldoorlog was hij kapitein van een torpedobootjager.

### Tweede Wereldoorlog
Na het uitbreken van de oorlog ging hij terug in dienst als marine-adjudant van Hitler. In september 1943 werd hij bevorderd tot Konteradmiral. Op 20 juli geraakte Puttkamer verwond door een bomexplosie van het complot van 20 juli 1944 met als doel Hitler te vermoorden. Hiervoor kreeg Putkamer de 20 juli gewondeninsigne.

#### Hitler's laatste dagen
Op 21 april 1945 tijdens de slag om Berlijn beval Hitler, dat Karl-Jesko von Puttkamer naar Obersalzberg werd gevlogen met onder andere Albert Bormann, Theodor Morell, Hugo Blaschke, secretaresses Johanna Wolf, Christa Schroeder. De groep verliet Berlijn met verschillende vliegtuigen van de Fliegerstaffel des Führers, het persoonlijke eskadron van Hitler in de volgende drie dagen. Puttkamer kreeg de opdracht om in het Berghof de papieren en persoonlijke bezittingen van Hitler te vernietigen. Dit betekende dat Puttkamer niet bij Hitler was tijdens zijn laatste dagen in de bunker. Na de Duitse overgave op 8 mei 1945 leefde hij in gevangenschap tot mei 1947.

### Dood
Hij overleed op 4 maart 1981 in München en is aldaar begraven op het Waldfriedhof.

## Militaire loopbaan
- Fähnrich zur See: 23 mei 1918[2]
- Leutnant zu See: 1 januari 1921[2]
- Oberleutenant zur See: 1 mei 1923[2]
- Kapitänleutenant: 1 oktober 1930[2]
- Korvettenkapitän: 1 februari 1936[2]
- Kapitän zur See: 1 april 1941[2]
- Konteradmiral: 1 september 1943[2]

## Decoraties
- IJzeren Kruis 1914, 2e Klasse op 11 september 1919
- Erekruis voor Frontstrijders in de Wereldoorlog op 20 oktober 1936
- Dienstonderscheiding van Leger en Marine, 2e Klasse op 2 oktober 1936
- Sint-Alexanderorde, 4e Klasse op 17 december 1936
- Commandeur in de Orde van de Italiaanse Kroon op 29 september 1937
- Officier in de Orde van Verdienste met Oorlogsdecoratie en Zwaarden op 12 augustus 1938
- Grootkruis in de Orde van de Italiaanse kroon op 19 januari 1939
- Orde van het Vrijheidskruis, 2e Klasse met Zwaarden en Eikenloof op 11 juni 1942
- Gewondeninsigne van de 20e juli 1944 in 1944[2]
- Gouden Ereteken van de NSDAP
- Bloedorde
- Kruis voor Oorlogsverdienste, 1e Klasse  en 2e Klasse met Zwaarden
- Silezische adelaar, 2e Klasse
- Baltenkruis